# رومان بازان
رومان بازان (بالبولندية: Roman Bazan)‏ هو لاعب كرة قدم بولندي في مركز الهجوم، ولد في 19 أغسطس 1938 في خوجوف في بولندا، وتوفي في 20 يونيو 2012 في سوسنوفييتس في بولندا. شارك مع منتخب بولندا لكرة القدم.